# Люкшинов, Николай Михайлович
Николай Михайлович Люкшинов (14 (27) октября 1915, деревня Артюшино, Кинешемский уезд, Костромская губерния — 18 марта 2010, Санкт-Петербург, Россия) — деятель российского футбола, кандидат педагогических наук, профессор Университета физкультуры и спорта имени П. Ф. Лесгафта. Заслуженный тренер РСФСР (1960).

## Биография до 1945 года
Родился 14 (27) октября 1915 года в деревне Артюшино Вичугской волости Кинешемского уезда Костромской губернии (ныне деревня входит в состав Чертовищенского сельского поселения Вичугского района Ивановской области). В Вичугском крае футбол появился ещё в 1910-е годы и Николай с раннего детства заразился игрой в футбол.
Работал секретарем Чертовищенского сельсовета, учётчиком на Новописцовском льнокомбинате, инструктором физкультуры того же предприятия. Играл в футбольной команде посёлка Старая Вичуга.
В 1932 году переехал в Иваново, где работал на ткацкой фабрике и играл в клубной команде «Основа». Поступив в техникум физкультуры г. Владимира, в 1936—1937 играл за местную команду и в сборной г. Владимира на позиции нападающего. В 1938—1941 годах учился в ленинградском ГДОЛИФКе и играл за его команду.
Во время Великой Отечественной войны воевал в составе 276-го артиллерийского пулеметного батальона, дослужился до адъютанта командира дивизии.
В 1944 году вернулся к учебе в ГДОЛИФК.

## Тренерская работа
- 1947—1948 — «Зенит» Ленинград, тренер
- 1954—1955 — «Зенит» Ленинград, главный тренер
- 1956—1957 — сборная Албании, «Партизани» Тирана, главный тренер[2]
- 1959—1961 — «Адмиралтеец» Ленинград, главный тренер
- 1962 — «Динамо» Ленинград, главный тренер

## Научно-преподавательская и организационная работа
- В 1945—1946, 1949—1954, 1958—1959 годах — преподаватель кафедры спортивных игр ГДОЛИФКа.
- В 1963—1989 Люкшинов возглавлял организованную им кафедру футбола и хоккея в Институте физкультуры и спорта имени Лесгафта.
- В 1962—1990 работал заместителем председателя Федерации футбола Ленинграда, среди учившихся на кафедре — Юрий Морозов, Павел Садырин, Герман Зонин. Входил в тренерский совет Федерации футбола СССР. Руководил комплексными научными группами (КНГ), работавшими с «Зенитом», сборной Ленинграда по футболу и спортшколами города.

## Семья
Сын — Владимир (р. 1945), недолгое время входил в тренерский штаб луганской «Зари» (1988 г.) и петербургского «Локомотива» (1992-93 гг.). Дочь — Татьяна (р. 1950), также как и отец преподавала в институте имени Лесгафта, работала на кафедре волейбола. Была замужем за актёром Юрием Демичем, сыграла несколько эпизодических ролей в кино. Дочь Татьяны от предыдущих отношений  — Елена Люкшинова (р. 1969), актриса и светская львица.

## Награды[5]
- Орден Красной Звезды
- 2 Ордена Отечественной войны (1-й и 2-й степени)
- Орден Почёта (1997, к столетию российского футбола)
- Медаль «За отвагу»
- Медаль «За боевые заслуги»
- Медаль «За оборону Ленинграда»
- Медаль «За трудовое отличие»
- Медаль «За трудовую доблесть»
- Медаль «За победу над Германией»[6]
- Юбилейная медаль «Двадцать лет Победы в Великой Отечественной войне 1941—1945 гг.»
- Юбилейная медаль «Тридцать лет Победы в Великой Отечественной войне 1941—1945 гг.»
- Юбилейная медаль «В ознаменование 100-летия со дня рождения Владимира Ильича Ленина»